# Castellers de Rubí
Els Castellers de Rubí són una colla castellera de Rubí nascuda el 1996. Actualment són l'única colla castellera de la població. La colla és membre de la Taula de Cultura Popular i Tradicional de Rubí i participa activament en activitats de la ciutat relacionades amb la cultura popular i tradicional: les festes majors de Sant Pere (cap de setmana més proper al dia 29 de juny), la Festa Major de Sant Roc (segon cap de setmana de setembre), la Fira de Sant Galderic, la romeria dels Xatos, i la Diada Nacional de Catalunya.
L'actual colla pren el nom de la colla que va existir a la ciutat durant l'any 1984, que va fer castells de 5 i un intent de 4 de 6. L'actual agrupació es va crear el 20 d'abril de 1996, i actualment compta amb uns 35 membres i aixeca castells de sis, tot i haver arribat a descarregar el 3 de 7 i el 4 de 7 cap a la fi de segle passat, mantenint-los durant unes temporades.
El 2002 la colla pateix una forta crisi que arribà seu al màxim nivell l'any 2005, però cap a la fi de 2006 la colla rep noves incorporacions de castellers i es millora la tècnica, aconseguint descarregar els dos únics castells de sis en molts mesos a la 6a Diada dels Castellers de Rubí. La pandèmia de COVID-19 va deixar la colla amb molt pocs efectius, però va recuperar els castells de sis en 2024.